# Леонидовка (Павлодарская область)
Леонидовка (каз. Леонидовка) — упразднённое село в Щербактинском районе Павлодарской области Казахстана. Входило в состав Татьяновского сельского округа. Ликвидировано в ? г.

## История
Село Леонидовка основано в 1914 г. русскими крестьянами в урочище Казганкудык Орловской волости.